# Čtrnáctideník
Čtrnáctideník (nebo také dvoutýdeník) je periodikum vycházející každých čtrnáct dní.

## České čtrnáctideníky
- Ateliér
- A2
- Divadelní noviny
- Nový Prostor
- Tvar
- Zdravotnické noviny
- Železničář

## Americké čtrnáctideníky
- Forbes
- Fortune
- Rolling Stone